# Anne Margrethe Strømsheim
Anne Margrethe Strømsheim, känd som Lotta från Hegra, född Bang 1914 i Trondheim, död 6 oktober 2008, var en medlem av den norska motståndsrörelsen under Andra världskriget.
Hon fick flera utmärkelser för sina insatser under kriget, bland annat Krigsmedaljen och Deltakermedaljen med rosett.
Hon har också fått Kungens förtjänsmedalj i guld för arbetet hon utförde efter kriget för blinda barn, krigsinvalider och nordsjödykare.
8 maj 2005 blev en gata i Stjørdal uppkallad efter henne: Anne Margrethe Bangs gate.